# Astrid Noack
Astrid Noack (Ribe, 30 gennaio 1888 – Copenaghen, 26 dicembre 1954) è stata una scultrice danese.
Tra le sue opere principali la statua della pittrice Anna Ancher, realizzata alla fine degli anni '30 per il museo di Skagen e collocata di fronte al museo e la "Stående Kvinde", la statua di una donna in piedi inclusa nel 2006 nel Canone culturale danese tra le opere d'arte più importanti della storia della Danimarca.
Settima e ultima figlia del commerciante Johan Peter Noack (1831-1911) e di Johanne Metdine Barkentin (1850-1913), Astrid nel 1902 si trasferì a Copenaghen dove lavorò come pittrice presso l'Aluminia, una fabbrica di porcellane. In seguito frequentò come apprendista la Vallekilde Højskole, un'istituzione per la formazione di adulti, presso cui completò il corso di scultura del legno nel 1910.
Entrò a far parte del circolo di artisti legati a Vallekilde tra cui vi era il pittore Joakim Skovgaard con il quale collaborò nella decorazione durante il restauro della cattedrale di Viborg.
Nel 1920, con una borsa di studio, si recò a Parigi dove frequentò l'Académie Scandinave (chiamata anche Maison Watteau), una scuola d'arte gratuita a Montparnasse fondata dalla scultrice e pittrice svedese Lena Börjeson, tra i suoi insegnanti ebbe lo scultore Adam Fischer e il pittore Georg Jacobsen, durante il soggiorno a Parigi continuò a frequentare la cerchia di artisti legati alla Maison Watteau.
Tornò a Copenaghen nel 1932 e l'anno successivo entrò a far parte, come prima donna, della cooperativa di artisti Grønningen.
L'Accademia delle belle arti di Copenaghen le conferì la medaglia Eckersberg nel 1940 e nel 1956 la medaglia Thorvaldsen.
Le sculture di Astrid Noack sono difficilmente collocabili in una corrente artistica, riprendono tratti delle sculture greca, romana, egizia e gotica ma con linee arcaiche e astratte. Raffigurano per lo più forme umane, spesso donne e bambini in posizioni semplici, erette e frontali ma con posture che trasmettono tensione e senso del movimento.
Diversi calchi delle sue opere si trovano allo Holstebro Kunstmuseum, nella cittadina si trovano anche alcune sue opere, "Knælende dreng" (bambino inginocchiato) (1942) e "Kvinde med klæde" (donna con telo) (1944).
Morì a Copenaghen il 26 dicembre 1954 all'età di sessantasei anni.